# Сердце Чечни
Мечеть «Сердце Чечни» имени Ахмата Кадырова (чечен. Маьждиг «Нохчийчоьнан дог» Кадыров Ахьмадан цӀарах дина маьждиг) — мечеть в центре Грозного, одна из крупнейших в России и Европе. Строительство мечети было начато в апреле 2006 года и закончилось в конце октября 2008 года.

## Краткие данные
Мечеть «Сердце Чечни» — одна из самых больших мечетей мира. Открыта 17 октября 2008 года и названа именем Ахмат-Хаджи Кадырова, муфтия непризнанной Чеченской Республики Ичкерия и первого президента Чеченской Республики.
Мечеть располагается на живописном берегу реки Сунжа, посреди огромного парка (14 га) и входит в Исламский комплекс, в который, помимо мечети, входят Российский Исламский университет им. Кунта-Хаджи и Духовное управление мусульман Чеченской Республики.
Мечеть построена в классическом османском стиле. Наружные и внутренние стены мечети отделаны мрамором-травертином, а интерьер декорирован белым мрамором. Центральный зал накрыт огромным куполом диаметром 16 м и высотой 32 м. Мечеть имеет 4 минарета высотой по 63 м, одни из самых высоких на Юге России.
Площадь мечети составляет 5000 квадратных метров, а вместимость более 10 тысяч человек. Столько же верующих могут молиться и в примыкающей к мечети летней галерее и площади.

## Особенности
В качестве основы архитектуры использована Голубая мечеть в Стамбуле.
Наружные и внутренние стены мечети отделаны мрамором — травертином, а интерьер храма обильно декорирован белым мрамором, который добывают на острове Мармара Адасы в Мраморном море (Турецкая провинция Балыкесир).
Расписывали мечеть мастера из Турции. Для узорной (узоры выполнены в стиле традиционных чеченских орнаментов «бустам») росписи использовались синтетические и натуральные краски со специальными добавками, благодаря чему, по словам специалистов, мечеть сохранит цветовую гамму в ближайшие 50 лет. Для написания узоров и аятов (текстов) из Корана мастера использовали напыление из золота высшей пробы.
В мечети установлено 36 люстр. Своими формами они напоминают три святыни ислама — 27 из них имитируют мечеть Куббату-ас Сахра в Иерусалиме, 8 сделаны по образцу мечети Ровзату-Небеви[уточнить] в Медине и самая большая, 8-метровая люстра повторяет по формам святыню Кааба в Мекке. На создание коллекции ушло несколько тонн бронзы, 2,5 кг золота высшей пробы и более 1 миллиона деталей. Люстры имеют чеченский орнамент, который специально подбирался дизайнерами. Люстры изготовлены из кристаллов Swarovski турецкой фирмой «USTUN AVIZE».
Молитвенная ниша в стене мечети — михраб (8 метров в высоту и 4,6 метра в ширину), изготовленная из белого мрамора, обращена в сторону Мекки, указывая верующим направление во время молитвы. Сама ниша создаёт иллюзию бесконечного углубления пересекающихся пространств. Внутри мечети использовано искусство каллиграфии. Аяты из Корана искусно вплетены в общий орнамент архитектурного убранства мечети. Свод главного купола мечети венчает сура 112 «Ихлас» (очищение), которая переводится как «Он — Аллах, единый, Аллах вечный. Он не родил и не был рождён, и нет никого, равного Ему».
Концепция освещения грозненской мечети была выполнена из трех уровней. Первый уровень — заливающее освещение, обеспечивающее ровное освещение нижней части сооружения и минаретов. Второй уровень — акцентное освещение архитектурных элементов здания. Третий уровень — праздничное освещение. Такое световое решение позволяет зрительно поднять высоту минаретов и сделать динамичным освещение на центральном куполе.
Полезная площадь мечети составляет 5000 м², высота минаретов — 63 метра. Общая площадь исламского центра — 14 гектаров.
Здание храма имеет повышенную сейсмоустойчивость. На прилегающей территории установлено несколько фонтанов, разбиты места для отдыха, аллеи.

## Россия 10
В 2013 году в России проходил конкурс «Россия 10», призванный путём всеобщего голосования отобрать десять визуальных символов России. После того как по окончании второго тура конкурса мечеть заняла второе место, глава Чечни Рамзан Кадыров заявил, что снимает мечеть «Сердце Чечни» с участия в конкурсе. Пойти на такой шаг главу Чечни заставили результаты голосования, которые, по его мнению, не соответствовали реальному количеству поданных голосов. «Мы имеем все основания быть уверенными в том, что голоса, подаваемые за мечеть „Сердце Чечни“ миллионами, не учитывались, несмотря на то, что деньги поступали на счета операторов „МегаФон“ и „Билайн“», — заявил Р. Кадыров. Практически на протяжении всего голосования мечеть «Сердце Чечни» лидировала среди участников, но в последний день уступила первое место Коломенскому кремлю. За «Сердце Чечни» было отдано более 36,8 млн голосов, за Коломенский кремль — почти 37,5 млн.
Глава республики Рамзан Кадыров, обидевшись на результаты голосования в интернете, объявил бойкот федеральным операторам мобильной связи «Билайн» и «Мегафон». После этого неизвестные закидали офисы этих компаний в Грозном яйцами.

## Религиозные проповеди в сети
Запущенный в 2012 году официальный сайт мечети предоставляет уникальную возможность слушать и смотреть проповеди имамов мечети. Также два раза в день ведется прямая трансляция из мечети (эфир ЧГТРК «Грозный»). На ресурсе, доступном как для ПК, так и для мобильных устройств, предоставлена возможность получить информацию об исламе.

## В филателии

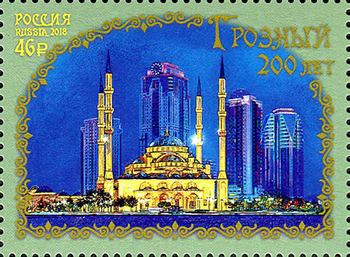
Почтовая марка России. 2018 год.

В 2018 году в России была выпущена почтовая марка с изображением мечети, посвящённая 200-летию города Грозного.

## В нумизматике
В 2015 году в Габоне были выпущены памятные монеты номиналом 1000 франков с изображением мечети и Ахмата Кадырова. Монеты были отчеканены Московским монетным двором.

## Галерея
| - Вид на мечеть и Грозный-сити - Двор мечети - Вечером - Вид ночью - Интерьер - Памятная монета Банка России (2015) |